# Minnen från underutvecklingens tid
Minnen från underutvecklingens tid (originaltitel: Memorias del subdesarrollo) är en kubansk dramafilm från 1968, skriven och regisserad av Tomás Gutiérrez Alea, med Sergio Corrieri i huvudrollen. Filmen var Gutiérrez Aleas femte och är sannolikt hans mest kända. Den är baserad på Edmundo Desnoes roman Memorias del subdesarrollo från 1962.

## Handling
Minnen från underutvecklingens tid utspelar sig mellan 1961 och 1962, under de innehållsrika månaderna mellan Grisbuktsinvasionen och Kubakrisen. Sergio är en rik borgare med författarambitioner som lever av hyran som samlas in från familjens egendomar. Han beslutar sig för att stanna på Kuba, trots att hans familj och exfru flyr till Miami. Han spenderar sina dagar vandrade runt i Havanna som på tomgång och ser tillbaka på förändringarna på Kuba sedan den kubanska revolutionen. Under hela filmen fungerar Sergio som berättare och handlingen växlar mellan nutid och minnen från hans tidigare liv. Ibland införlivas verkliga dokumentära bilder av protester och politiska händelser i filmen för att visa publiken revolutionens verklighet.

## Rollista (urval)
- Sergio Corrieri – Sergio Carmona Mendoyo
- Daisy Granados – Elena Dorado
- Eslinda Núñez – Noemí
- Omar Valdés – Pablo
- René de la Cruz – Elenas bror

## Produktion

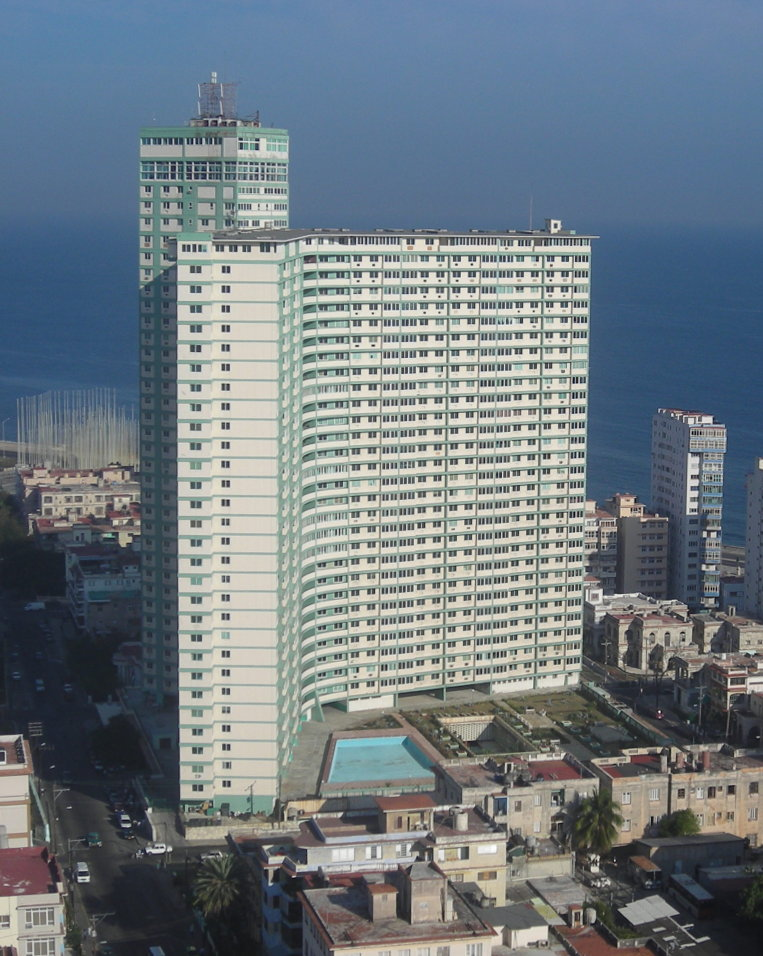
Edificio Focsa där scenerna som utspelas i Sergios lägenhet spelades in.

### Manus
Tomás Gutiérrez Alea skrev manuset tillsammans med Edmundo Desnoes som även skrivit den roman filmen baseras på, Desnoes var så imponerad av Gutiérrez Aleas slutprodukt att han inkluderade scener skrivna för filmen i sin nyöversättning till engelska 1967. Handlingen i Minnen från underutvecklingens tid följer Desnoes roman mycket nära men introducerar även några nya scener (Sergio och Pablos samtal i bilen, besöket i Hemingways hus, de inspelade grälen mellan Sergio och Laura, Sergios erotiska fantasier om Noemí samt Kennedys och Castros tal).

### Filmning
Minnen från underutvecklingens tid filmades helt i Havanna på de platser där handlingen utspelar sig. Gatuscenerna utspelar sig till stora delar i Vedado som var gamla Havannas första förort på 1800-talet, där palatsbyggnader från kolonialtiden ligger sida vid sida med maffiabyggda hotell från 1950-talet. Där ligger även ICAICs kontor dit Sergio tar Elena för att provspela för hans filmskapande vän och Edificio Focsa, där Sergios lägenhet på högsta våningen och dess vyer filmades.

## Mottagande
Minnen från underutvecklingens tid fick positiva recensioner när den släpptes. David Elliott skrev i The Chicago Sun-Times att filmen var "en av de bästa filmerna genom tiderna." Arthur Cooper för Newsweek menade att "Minnen från underutvecklingens tid är utan tvekan ett mästerverk, en komplex, ironisk och utomordentligt smart film." Av The New York Times blev filmen utvald till en av årets tio bästa filmer 1973 (året den släpptes i New York).
Minnen från underutvecklingens tid utsågs av den kubanska kritikerkåren till en av årets tio bästa filmer 1968 och vid Filmfestivalen i Karlovy Vary samma år vann filmen jurypriset, FIPRESCI-priset och FICC-priset. 1973 tilldelades filmen Rosenthal-priset av National Society of Film Critics i New York. I januari 1974 vägrade dock USA:s utrikesdepartement att utfärda visum till Tomás Gutiérrez Alea och Saúl Yelín för att resa till New York och ta emot priset.
2009 utsågs filmen till den viktigaste filmen i kubansk filmhistoria av kubanska filmkritiker. På Sight & Sounds listor från 2012 över de bästa filmerna genom tiderna hamnade filmen på 144:e plats bland kritikerna och 174:e plats bland regissörerna. Joshua Jelly-Schapiro för Criterion Collection skrev att filmen "förblir Gutiérrez Aleas mästerverk. Minnen från underutvecklingens tid är hans visuellt explosiva, formellt banbrytande, moraliskt komplexa porträtt av en missnöjd man som försöker förlika sig, eller inte, med historien.

### Originalcitat
1. ↑  "One of the best films of all times."
2. ↑  "Memorias del subdesarrollo is undoubtedly a masterpiece, a complex, ironical and extraordinarily clever film."
3. ↑  "... remains Gutiérrez Alea’s masterpiece. Memories of Underdevelopment is his portrait—visually explosive, formally pathbreaking, morally complex—of a disaffected man trying to reconcile himself, or not, to history."